# Экранизация
Экранизация — интерпретация средствами кино произведений другого вида искусства, чаще всего литературы. Литературные произведения являются основой экранных образов кино с первых дней его существования. Так, одни из первых экранизаций — работы основоположников игрового кинематографа Жоржа Мельеса, Викторена Жассе, Луи Фейада, перенёсших на экран работы Свифта, Дефо, Гёте.
Основной проблемой экранизации остаётся противоречие между чистым иллюстрированием литературного или иного первоисточника, буквальным его прочтением и уходом в большую художественную независимость. При экранизации режиссёр может отказаться от второстепенных сюжетных линий, деталей и эпизодических героев, или, наоборот, ввести в сценарий эпизоды, которых не было в оригинальном произведении, но которые лучше передают, по мнению режиссёра, основную идею произведения средствами кинематографа. Например, в экранизации повести М. А. Булгакова «Собачье сердце» сцена с танцующим во время научного доклада Шариковым введена режиссёром В. Бортко. Идея экранизации может полемизировать с оригинальным произведением, примерами являются такие интерпретации христианских текстов, как «Евангелие от Матфея» (режиссёр Пьер Паоло Пазолини) и «Последнее искушение Христа» (режиссёр Мартин Скорсезе).

## Театральная адаптация
Сценические спектакли часто используются для экранизации. Многие пьесы Уильяма Шекспира, в том числе «Гамлет», «Ромео и Джульетта» и «Отелло», были экранизированы. Первой звуковой адаптацией любой пьесы Шекспира была постановка 1929 года «Укрощение строптивой» с Мэри Пикфорд и Дугласом Фэрбенксом в главных ролях. Позже он был адаптирован как музыкальная пьеса под названием «Целуй меня, Кэт», которая открылась на Бродвее в 1948 году, и как одноименный голливудский мюзикл 1953 года. «Укрощение строптивой» снова было пересказано в 1999 году как подростковая комедия, действие которой происходит в средней школе в «10 причин моей ненависти», а также в 2003 году как городская романтическая комедия «Избави нас от Евы». Музыкальный фильм «Вестсайдская история» был адаптирован из «Ромео и Джульетты», первое воплощение которого было бродвейским мюзиклом 1957 года. Мультфильм «Король Лев» (1994) был вдохновлен Гамлетом, а также различными традиционными африканскими мифами, а фильм «O» основан на «Отелло».
Экранизации произведений Шекспира на языках, отличных от английского, многочисленны, в том числе фильмы Акиры Куросавы «Кровавый трон» (1957, эпическая киноверсия «Макбета»), «Плохие спят спокойно» (1960, по мотивам «Гамлета») и «Ран» (1985, по мотивам «Короля Лира»); и «шекспировская трилогия» Вишала Бхардваджа, состоящая из Макбула" (2003, по мотивам «Макбета»), «Омкары» (2006, по мотивам «Отелло») и «Хайдера» (2014, по мотивам «Гамлета»),.
Другой способ, которым шекспировские тексты были включены в фильмы — это показать персонажей, которые являются либо актерами, исполняющими эти тексты, либо персонажами, на которых каким-то образом повлияло или повлияло просмотр одной из пьес Шекспира, в рамках более крупной нешекспировской истории. Как правило, основные темы Шекспира или определенные элементы сюжета будут параллельны основному сюжету фильма или каким-то образом станут частью развития персонажа. «Гамлет» и «Ромео и Джульетта» — две пьесы, которые чаще всего использовались таким образом. [5] Одним из примеров является фильм Эрика Ромера 1992 года Conte d’hiver («Зимняя сказка»). Ромер использует одну сцену из «Зимней сказки» Шекспира, как основной сюжетный ход в рассказе, который вообще не основан на пьесе.
В Великобритании, где сценические постановки более популярны как форма развлечения, чем в настоящее время в Соединенных Штатах, многие фильмы начинались как сценические постановки. Некоторые британские фильмы и британско-американские совместные работы, основанные на успешных британских пьесах, включают «Газовый свет» (1940), «Блаженный дух» (1945), «Веревка» (1948), «Оглянись в гневе» (1959), «О! Какая прекрасная война» (1969), Сыщик (1972), Киношоу Рокки Хоррора (1975), Ширли Валентайн (1989), Безумие короля Георга (1994), Мальчики-историки (2006), Квартет (2012) и Дама в фургоне (2015).
Точно так же популярные бродвейские пьесы часто экранизируются в фильмах, будь то мюзиклы или драмы. Примерами американских экранизаций, основанных на успешных бродвейских пьесах, являются «Мышьяк и старые кружева» (1944), «Рожденные вчера» (1950), «Харви» (1950), «Трамвай «Желание»» (1951), «Странная парочка» (1968), «Парни в группе» (1970), Агнес Божья (1985), Дети меньшего бога (1986), Гленгарри Глен Росс (1992), У настоящих женщин есть изгибы (2002), Кроличья нора (2010) и Заборы (2016).
С одной стороны, театральная адаптация не включает в себя столько вставок или упущений, сколько новая адаптация, но, с другой стороны, требования декораций и возможности движения часто влекут за собой переход от одного средства к другому. Кинокритики часто упоминают, имеет ли адаптированная пьеса статическую камеру или имитирует арку авансцены. Лоренс Оливье сознательно имитировал арку в своем «Генрихе V» (1944), заставив камеру двигаться и использовать цветной фон после пролога, указывая на переход от физического к воображаемому пространству. Иногда адаптивный процесс может продолжаться после одного перевода. «Продюсеры» Мела Брукса начинались как фильм в 1967 году, были адаптированы в бродвейский мюзикл в 2001 году, а затем снова адаптированы в 2005 году как музыкальный фильм.